# Krios
Krios (gr. Κρεῖος Kreîos, Κριός Kriós, Μεγαμήδης Megamḗdēs, łac. Crius, Megamedes) – w mitologii greckiej jeden z tytanów. Uchodził za męża Eurybii, ojca Pallasa, Astrajosa i Persesa oraz dziada Nike, Bii, Zelosa i Kratosa.